# Powder Mountain
Powder Mountain är ett berg i Kanada.   Det ligger i provinsen British Columbia, i den sydvästra delen av landet, 3 500 km väster om huvudstaden Ottawa. Toppen på Powder Mountain är 2 347 meter över havet, eller 287 meter över den omgivande terrängen. Bredden vid basen är 6,3 km.
Terrängen runt Powder Mountain är bergig åt sydväst, men åt nordost är den kuperad.Trakten runt Powder Mountain är nära nog obefolkad, med mindre än två invånare per kvadratkilometer.. Det finns inga samhällen i närheten.
I omgivningarna runt Powder Mountain växer i huvudsak barrskog.